# ジム・クレイマー
ジム・クレイマー（Jim Cramer、本名：James Cramer、1955年2月10日 - ）は、アメリカ合衆国ペンシルベニア州出身の投資家、パーソナリティー。
ヘッジファンドマネージャーを経て、現在は投資情報をウェブ上で提供するインターネット会社TheStreetの代表。また、CNBCの投資情報番組『Mad Money』（平日・午後6時）とラジオ番組『Real Money』の司会を務める。

## 学歴
- 学士（政治学） 1977年ハーバード大学
- 法務博士（専門職） 1984年ハーバード法科大学院

1977年、ハーバード大学を卒業し、学士（政治学）を得る。米国では成績上位の学生がラテン・オナーズと呼ばれる称号を受賞するが、クレイマーはこのとき、成績上位5〜15％程度にあたるマグナ・クム・ラウデ (magna cum laude)で卒業した。ハーバード法科大学院に入学後に株式投資を始め、学費を賄うのに十分な利益を得た。1984年、大学院を卒業し法務博士（専門職）の学位を得た。

## 経歴
クレイマーはフィラデルフィア郊外のウィンドモアで子供時代をすごす。ハーヴァード大学学生新聞『ハーバード・クリムゾン』の編集責任者を務める。1977年に卒業後、地方紙の記者としてキャリアを積む。その後ハーバード法科大学院に入学し、1984年に卒業。ゴールドマン・サックスに入社し、トレーダーとしてのキャリアを開始する。
1987年に独立し、ヘッジファンド「Cramer Berkowitz」を設立。その後13年間年率平均24％を生み出す。2001年のITバブル崩壊時には、S&P500が-11％であったにもかかわらず36％のリターンをあげる。その後クレイマーはヘッジファンド会社をパートナーのJeff Berkowitzに託し、ウォール街一線から身を引く。その後、投資情報をウェブで提供するTheStreet.comを仲間とともに設立し、上場を果たす。また、ActionAlertPlus.comにて自分のポートフォリオの中味を公開している。
1990年代後半からCNBCローエンス・クドロウと共に『America Now』および『Kudlow ＆ Cramer』（1999年開始）で司会を務めたあと、2005年からは『Mad Money』でホストを務める。熱血漢、派手なパフォーマンスで投資判断をアドバイスしており、合言葉「Booyah!!!」のパフォーマンスを競う視聴者コンテストを開催したりもした。
ウォールストリート・ジャーナルなどで、彼の推奨に従ってもマイナスリターンしか得られないことなどを記事にされている。
著書に自分の半生を描いた"Confession of a Street Addict"と個人投資家向けの投資戦略を説く"Jim Cramer's Real Money"（邦題：『ジム・クレイマーの株式投資大作戦』共訳：井手正介、吉川絵美）を出版し、ベストセラーとなる。